# Mišpulovník
Mišpulovník (+Crataegomespilus) je rod rostlin patřící do čeledě růžovité (Rosaceae). Starší české označení je hlohomišpule. Je to opadavý strom nebo statný keř asi 4 až 6 metrů vysoký. Plody mají asi 2 cm v průměru a připomínají mišpuli.
Mišpulovník není kříženec, ale tzv. chiméra, vzniklá v roce 1895 ve Francii při naroubování mišpule obecné (Mespilus germanica) na podnož hlohu jednosemenného (Crataegus monogyna). Několik větví vykazovalo přechodné znaky mezi oběma druhy a ty byly použity pro další kultivování.

## Použití
Některé druhy lze použít jako okrasné rostliny, od mišpule se liší menšími shloučenými květy.